# Trisanna
 (juillet 2014).
Si vous disposez d'ouvrages ou d'articles de référence ou si vous connaissez des sites web de qualité traitant du thème abordé ici, merci de compléter l'article en donnant les références utiles à sa vérifiabilité et en les liant à la section « Notes et références ».

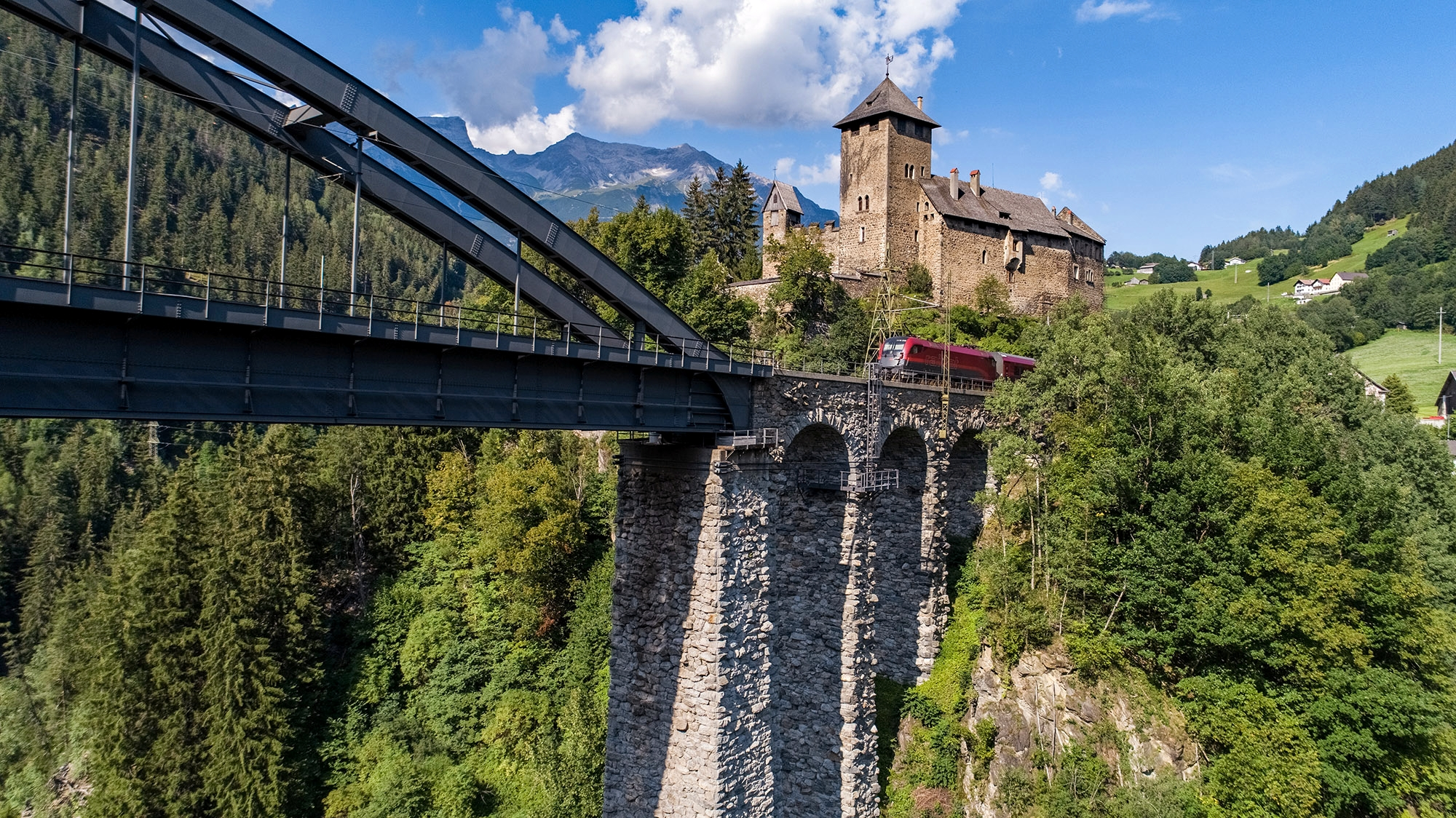
Le burg wiesberg, au débouché du pont Trisanna, sur la rivière du même nom. Aout 2019.

La Trisanna est une rivière autrichienne qui coule dans le land du Tyrol, d'une longueur de 31 km. Elle est un affluent de la Sanna qu'elle forme en rejoignant la Rosanna, donc un sous-affluent du Danube.